# Associazione Calcio Pinerolo 1937-1938
Questa voce raccoglie le informazioni riguardanti l'Associazione Calcio Pinerolo nelle competizioni ufficiali della stagione 1937-1938.

## Rosa
| N. |                   | Ruolo | Calciatore             |
| -- | ----------------- | ----- | ---------------------- |
|    | Italia (bandiera) |       | Giuseppe Bracco        |
|    | Italia (bandiera) |       | Francesco Bunino       |
|    | Italia (bandiera) |       | Giordano Bussola       |
|    | Italia (bandiera) |       | Guido Chiamberlando    |
|    | Italia (bandiera) |       | Sebastiano Chiaramello |
|    | Italia (bandiera) |       | Michele Comba          |
|    | Italia (bandiera) |       | Giuseppe Foglino       |
|    | Italia (bandiera) |       | Carlo Gianti           |
|    | Italia (bandiera) |       | Michele Gignone        |

| N. |                   | Ruolo | Calciatore          |
| -- | ----------------- | ----- | ------------------- |
|    | Italia (bandiera) | D     | Cesare Martin (II)  |
|    | Italia (bandiera) | A     | Edmondo Martin (IV) |
|    | Italia (bandiera) |       | Cesare Meneghetti   |
|    | Italia (bandiera) | C     | Luigi Poet          |
|    | Italia (bandiera) |       | Luigi Scalerandri   |
|    | Italia (bandiera) |       | Giuseppe Temporini  |
|    | Italia (bandiera) |       | Francesco Tosel     |
|    | Italia (bandiera) |       | Oddone Zardo        |